# Gurkburk
Gurkburk är en anfallskombination i handboll.
Gurkburken är en kombination av rörelse och passningar mellan framför allt mittnian och högersexan, Målet med kombinationen är att få högersexan fri i en oväntad och öppen position vänster om motståndarnas mittlås.
Gurkburken kom att bli något av ett signum för det svenska handbollslandslaget under 1990-talet. På senare år används kombinationen dock sparsamt då de flesta lag "läst sönder" den och lärt sig att effektivt försvara sig mot den.
Ordet gurkburk har ibland använts för att exemplifiera halländskt uttal (uttal (fil)). Kombinationen gavs detta namn eftersom dess upphovsman, landslagscoachen Bengt Johansson, var känd för sin Halmstadsdialekt.